# Cipreste-português
O cipreste-português (Cupressus lusitanica), também designado por pinheirinho, cedro-de-Portugal, cipreste-de-Portugal, cedro-do-buçaco, cipreste-mexicano, cipreste-de-bentham, cipreste-de-lindley ou cedro-de-goa,  é uma árvore muito utilizada como "cerca-viva" e para a produção de madeira. É nativa da América Central. O facto de ser designada como "cedro-de-portugal" ou "cedro-do-buçaco" (ou de "cipreste", em vez de cedro) deve-se ao facto de a planta ter sido introduzida em Portugal no século XVII na mata do antigo Convento do Buçaco. Foram estes exemplares, aí cultivados, que foram depois enviados para outros países da Europa e mesmo para o Brasil, onde a árvore continua a ser designada como "portuguesa", tal como é explícito também no nome científico.
É uma árvore de crescimento rápido, chegando a atingir cerca de 20 a 30 metros de altura.
Segundo Aljos Farjon, existem duas variedades da árvore:
1. Cupressus lusitanica lusitanica = Cupressus pendula = Cupressus lindleyi = Cupressus lusitanica lindleyi = Cupressus benthami lindleyi
2. Cupressus lusitanica benthamii = Cupressus benthami = Cupressus thurifera

## Em Portugal
Pode ser observado em Portugal, principalmente na Mata Nacional do Buçaco e em Lisboa, no Jardim França Borges. E na Quinta das Conchas.